# Rödbent seriema
Rödbent seriema (Cariama cristata) är en fågel i familjen seriemor inom ordningen seriemafåglar.

## Utseende och läte
Rödbent seriema är en omisskännlig stor fågel med mycket långa röda ben, en lång stjärt och en tofs framför ögonen. Fjäderdräkten är genomgående sandbrun med lysande röd näbb och stora ljusa ögon med blå ringar runt. Lätet är ett suggestivt och mycket ljudligt "kuap-kuap-kuap-kuap" som vanligen framförs i gryningen, ofta i duett under långa perioder.

## Utbredning och systematik
Fågeln förekommer från centrala och östra Brasilien till Bolivia, Paraguay och centrala Argentina. Den placeras som enda art i släktet Cariama och behandlas som monotypisk, det vill säga att den inte delas in i några underarter.

## Levnadssätt
Rödbent seriema är en marklevande rovfågel. Den förekommer i öppen och lätt beskogad savann där den både kan ses elegant promenera fram eller sitta i toppen av ett träd.

## Status
Arten har ett stort utbredningsområde och beståndet anses vara stabilt. Internationella naturvårdsunionen IUCN listar den därför som livskraftig (LC).

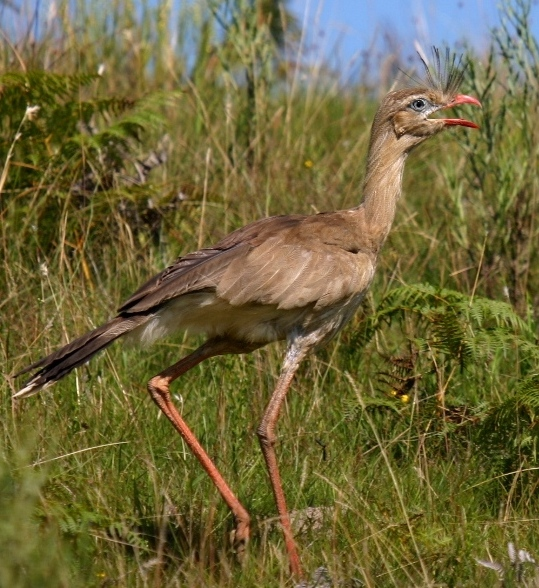
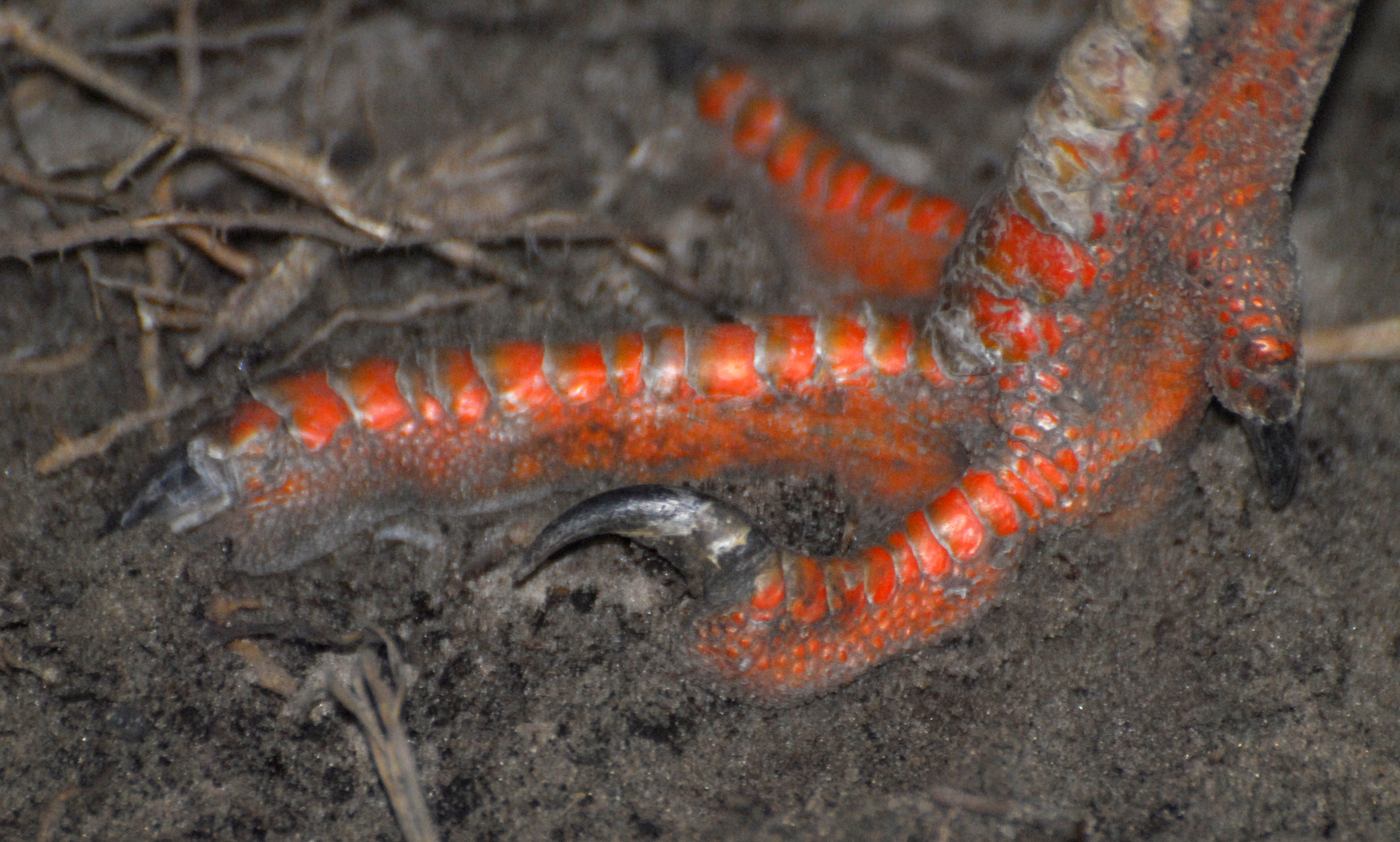
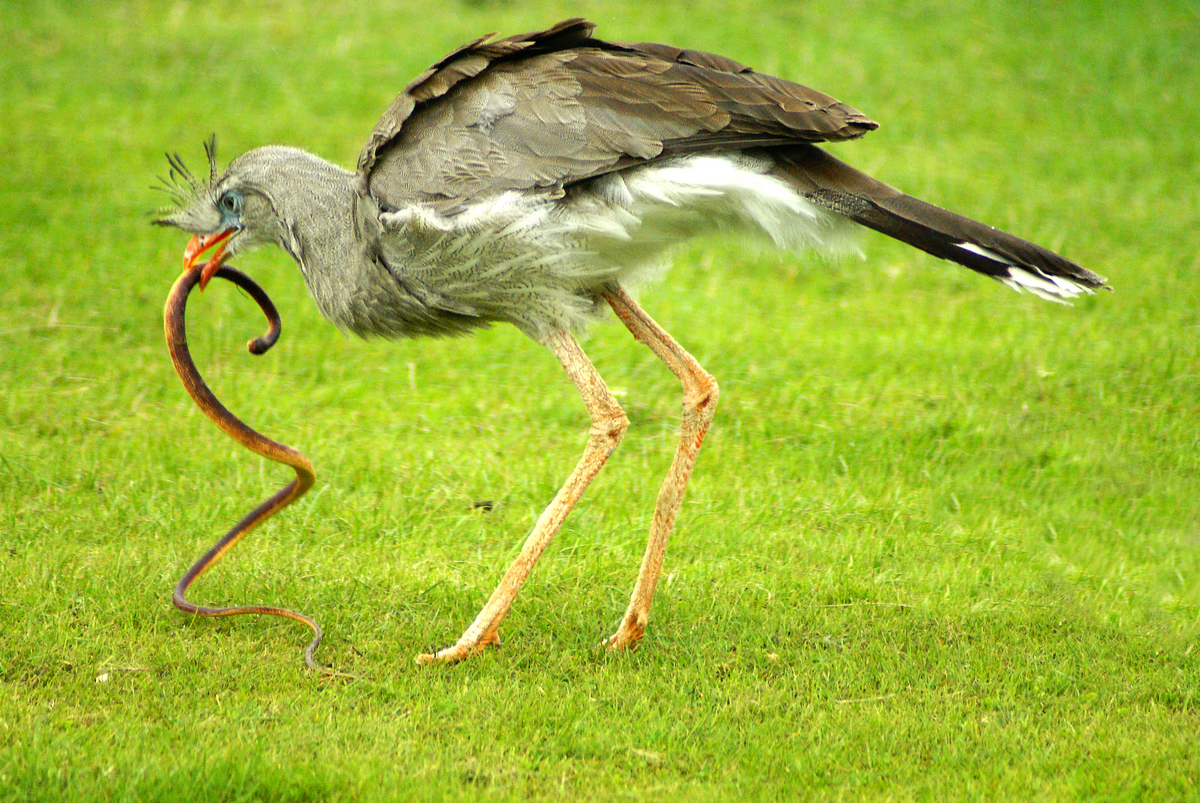
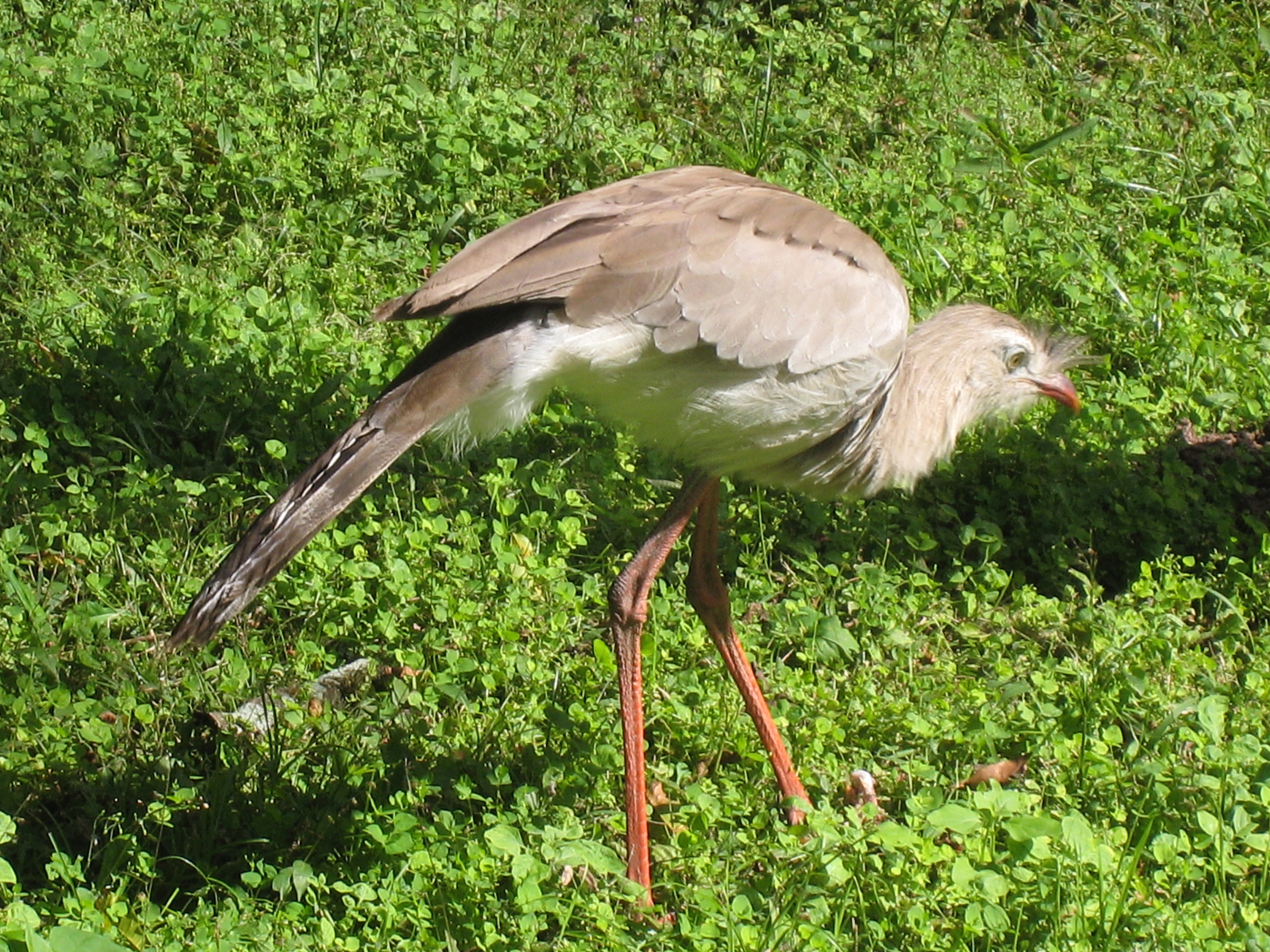